# Сенниченко Дмитро Володимирович
Дмитро́ Володи́мирович Сенниче́нко (нар. 8 грудня 1973, Київ) — український економіст, фінансист, радник гендиректора, директор з інфраструктури та управління майном, директор з управління нерухомим майном та інфраструктурою «Укрпошти» (03.10.2016 — 30.09.2018); державний службовець. Голова Фонду державного майна України (2019 — 17.02.2022). Підозрюється у відмиванні 10 млрд грн, отриманих злочинним шляхом.

## Життєпис
Народився 8 грудня 1973 року в Києві у сім'ї вчительки та архітектора.
1997 року закінчив КНУ ім. Шевченка, Інститут міжнародних відносин. 2001 року отримав ступінь MBA в Міжнародному Інституті Менеджменту.

### Кар'єра
Мав 20 років досвіду на керівних посадах в системному міжнародному бізнесі, неурядових організаціях, та державному управлінні. Почав кар'єру 1997 року економістом в Національному банку України, де здійснював управління проєктами групи Світового банку у фінансовому секторі. Член міжвідомчої робочої групи по вступу України до ГАТТ/СОТ.
2000—2001 — працював у Службі Прем'єр-міністра України на посаді міжнародного секретаря — був, зокрема, відповідальний за розбудову та підтримку міжнародних зв'язків, співпрацю з міжнародними фінансовими організаціями та інвесторами. Заступник Директора від України в Чорноморському Банку Торгівлі та Розвитку (ЧБТР).
2004—2006 — керівник офіса програм Німецького товариства міжнародного співробітництва (GIZ), впроваджуючи проєкти секторальних реформ у координації з IFC, CIDA, FDFID, USAID та UNDP.
2006—2010 — CEO Британської девелоперської компанії Parkridge Holdings в Україні, що спеціалізується на інвестиціях у нерухомість та інфраструктуру. Компанія Parkridge у 2007—2008 роках визнана Europa Property та Financial Times кращою девелоперською компанією у Центральній та Східній Європі.
2013—2016 — директор Jones Lang LaSalle в Україні, Директор з розвитку бізнесу в СНД. Під керівництвом Сенниченка 2013 року компанія також визнана кращою інвестиційно-консалтинговою компанією в Україні на Ukrainian Property Awards.
2016—2018 — директор з управління нерухомим майном та інфраструктурою в «Укрпошті», де також здійснював корпоратизацію та реформу державного підприємства. Зокрема, Укрпошта під його керівництвом першою серед державних підприємств запровадила процедуру передачі в оренду нерухомого майна через Prozorro.sale.
Виконував функції незалежного члена наглядових рад підприємств з іноземними інвестиціями в Україні, включаючи компанії із залученням інвестицій ЄБРР в акціонерний капітал; незалежний член наглядової ради Prozorro; обіймав посади віце-президента Комітету інфраструктури та нерухомості Американської торгівельної палати (ACC), члена Правління Українського клубу нерухомості, члена Ради підприємців при Кабінеті Міністрів України.
19 вересня 2019 року був призначений головою Фонду держмайна України. Фігурував у чисельних розслідуваннях з боку правоохоронних органів, зокрема Генеральної прокуратури та Національного антикорупційного бюро України.
18 листопада 2021 року, на пресконференції в м. Києві, Сенниченко заявив, що йде зі своєї посади за власним бажанням.
17 лютого 2022 року, рішенням Верховної Ради України був звільнений з посади.

### Професійні визнання
- 2020 — № 47 серед найвпливовіших людей України за версією НВ[21].
- 2021 — № 35 серед найвпливовіших людей України за версією НВ[22]

### Антикорупційна діяльність
На посаді голови Фонду державного майна України неодноразово заявляв про тиск та погрози.
Він тричі звертався до правоохоронних органів після того, як йому пропонували хабар: $5 млн, $800 тис. і $100 тис., що призвело до арештів.
Держсекретар США Ентоні Блінкен назвав Сенниченка прикладом успішної боротьби з корупцією в Україні.

## Розслідування
У жовтні 2019 року, видання «Апостроф» опублікувало розслідування, в якому йшлося про таємне майно дружини голови ФДМУ та ухиляння родиною Сенниченко-Чміль від сплати податків. Журналісти виявили купівлю ними офісного та гаражного приміщень у столичному центрі «Карнегі тауер» в Києві (Кловський узвіз, 7).
2005 року від імені ТОВ «Гольф Сіті» Сенниченко подав запит до влади Криму виділити 70 км узбережжя шириною 1-1,5 км під забудову курортних об'єктів. Проте перемовини з кримською владою не увінчалися успіхом, а після появи інформації у ЗМІ, що «Гольф Сіті» не має коштів, а її метою було закріпити за собою прибережну землю, переговори було скасовано. Проте, журналісти пов'язують наявність ділянки землі у Криму, задекларованою Сенниченком, з діяльністю на користь забудовника «Гольф-Сіті».
У 2020 році ФДМУ під керівництвом Сенниченка у межах програми приватизації продав 100 % акцій ПрАТ "Готель «Дніпро» Товариству з обмеженою відповідальністю (ТОВ) «Смартленд». Втім, скоро до Національного антикорупційного бюро, офісу Генпрокурора та Держбюро розслідувань були надіслані скарги стосовно ймовірного зловживання Сенниченком владою та службовим становищем під час укладання цього договору. Заявник вказав, що при цьому в довідках фірми та в ЗМІ були названі різні бенефіціари, а також було порушено положення законодавства про приватизацію в частині залучення кредитних коштів. ВАКС після розгляду скарги вирішив, що заява містить об'єктивні дані про вчинення правопорушення та зобов'язав НАБУ внести дані до ЄРДР.
Після аукціону «справжнім» покупцем готелю назвав себе бізнесмен Олександр Коханівський, проте він відмовився сказати, хто ще, крім нього, взяв фінансову участь у придбанні готелю. Згодом видання Kyivpost повідомило, що серед покупців «Дніпра» є букмекерська компанія Parimatch.

## Кримінальні провадження
Станом на 2021 рік проти Сенниченка було відкрито шість кримінальних проваджень. Ці справи стосувалися продажу готелю «Дніпро» та можливої спроби доведення до штучного банкрутства заводу Електроважмаш, порушення процедур формування переліку об'єктів приватизації; замовчування майна у декларації та призначення занадто великої кількості заступників, що не відповідає вимогам законодавства.
22 березня 2023 року НАБУ повідомило Сенниченку про підозру в справі про організацію злочинного угрупування та заволодіння більше як 500 млн грн. За даними НАБУ та САП, було встановлено два епізоди діяльності злочинної організації.
Перший стосується державного Одеського припортового заводу. Інкриміновані збитки — 390 млн грн.
Другий епізод стосується державної Об'єднаної гірничо-хімічної компанії. Інкриміновані збитки — ще 118 млн грн.
Сенниченко втік за кордон 7 квітня 2023 після обшуків у нього вдома, використавши «білий військовий квиток».
10 квітня 2023 року НАБУ оголосило в розшук підозрюваних у кримінальному провадженні № 12020000000000236 від 11.03.2020 за створення злочинної організації та заволодіння коштами АТ «Одеський припортовий завод» та АТ «Об'єднана гірничо-хімічна компанія».
У листопаді правоохоронці оновили підозри всім учасникам злочинної схеми на чолі з Сенниченком, їх підозрювали у відмиванні 10 млрд грн.
12 грудня САП та НАБУ оголосили про підозру новому учаснику злочинної схеми під керівництвом Сенниченка, йому загрожувало 13 років в'язниці.
7 травня 2024 року Сенниченка було заочно заарештовано.

## Сім'я
- Дружина — Чміль Леся Борисівна, екс-директор департаменту розвитку інформаційно-комунікаційних технологій, документообігу та електронних сервісів Міністерства економічного розвитку і торгівлі України (2015—2016). Заступник керівника проєкту в Фонді «Євразія». Кандидат психологічних наук[42].
- Тесть — Чміль Борис Федорович, полковник міліції, кандидат філософських наук, доцент. Начальник кафедри філософії права та юридичної логіки в Національній академії внутрішніх справ України[43][44].
- Теща — Чміль Ганна Павлівна, культуролог, філософ, кінознавець, педагог. Екс-викладач кафедри кінорежисури та кінодраматургії Київського інституту театрального мистецтва імені Карпенка-Карого. Директор Інституту культурології НАМ України (з 2019-го).
- Діти: син та дочка.